# Алпорт (Пенсилванија)
Алпорт (енгл. Allport) насељено је место без административног статуса у америчкој савезној држави Пенсилванија.

## Демографија
По попису из 2010. године број становника је 264.
| Група             | 2000.    | 2010.       |
| Белци             | 0 (0,0%) | 260 (98,5%) |
| Афроамериканци    | 0 (0,0%) | 1 (0,4%)    |
| Азијати           | 0 (0,0%) | 0 (0,0%)    |
| Хиспаноамериканци | 0 (0,0%) | 3 (1,1%)    |
| Укупно            | 0        | 264         |